# Ленінський проспект (станція метро, Москва)
55°42′27″ пн. ш. 37°35′11″ сх. д. / 55.70750° пн. ш. 37.58639° сх. д.
«Ленінський проспект» (рос. Ленинский проспект) — станція Калузько-Ризької лінії Московського метрополітену. Розташована між станціями «Шаболовська» і «Академічна».
Станція відкрита 13 жовтня 1962 у складі черги «Жовтнева» — «Нові Черемушки». Названа по своєму розташуванню поблизу Ленінського проспекту.

## Вестибюлі і пересадки
Станція має два наземних вестибюля, побудованих із залізобетонних конструкцій і розташованих на північ і на південь від Третього транспортного кільця, між вулицею Вавілова і Ленінським проспектом. Вихід — до вулиці Вавілова, площі Гагаріна і Ленінського проспекту.
У центрі залу розташований третій вихід зі станції, що є переходом на платформу «Площа Гагаріна» Московського центрального кільця. Задєл під перехід був споруджений при будівництві станції, але перехід споруджено тільки при відкритті МЦК у вересні 2016 року. У переході розташований підземний вестибюль з касами і турнікетами.

### Пересадки
- Станцію МЦК: Площа Гагаріна ,
- Автобуси: м1, м16, е10, е12, 111, 196, 297, 317, 553, н11;
- Трамваї: 14, 39;

## Технічна характеристика
Конструкція станції — колонна мілкого закладення (глибина закладення — 16 м).

## Колійний розвиток
Станція без колійного розвитку.

## Оздоблення
Колони оздоблені білим і жовтуватим мармуром; колійні стіни оздоблені білим мармуром (з 2016). Колійні стіни «латають» вночі; підлога викладена сірим і коричневим гранітом. Оригінальністю світлового рішення і типом перекриття «Ленінський проспект» відрізняється від інших колонних станцій дистанції.